# Automobilové a technické muzeum Sinsheim

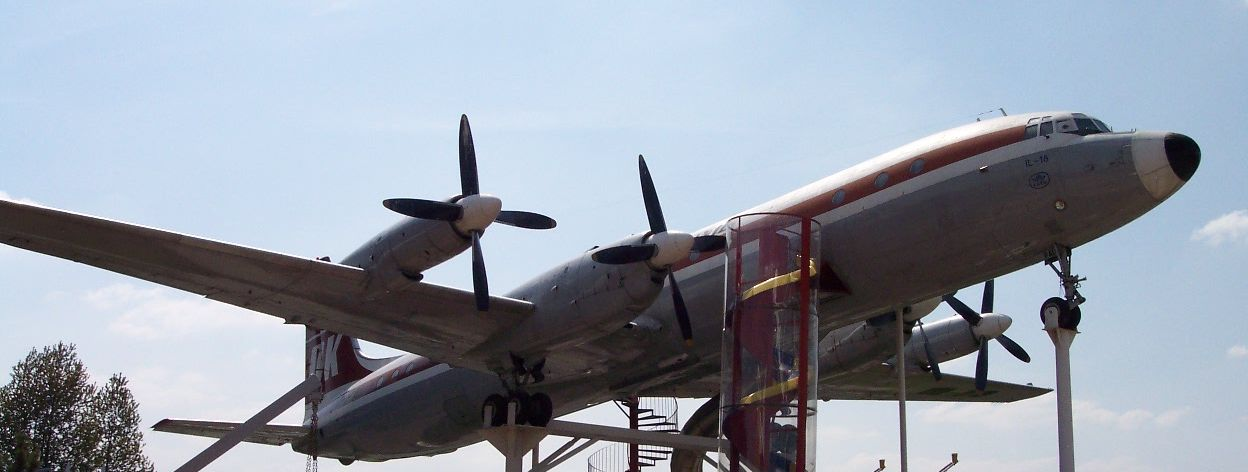
Iljušin Il-18 v muzeu

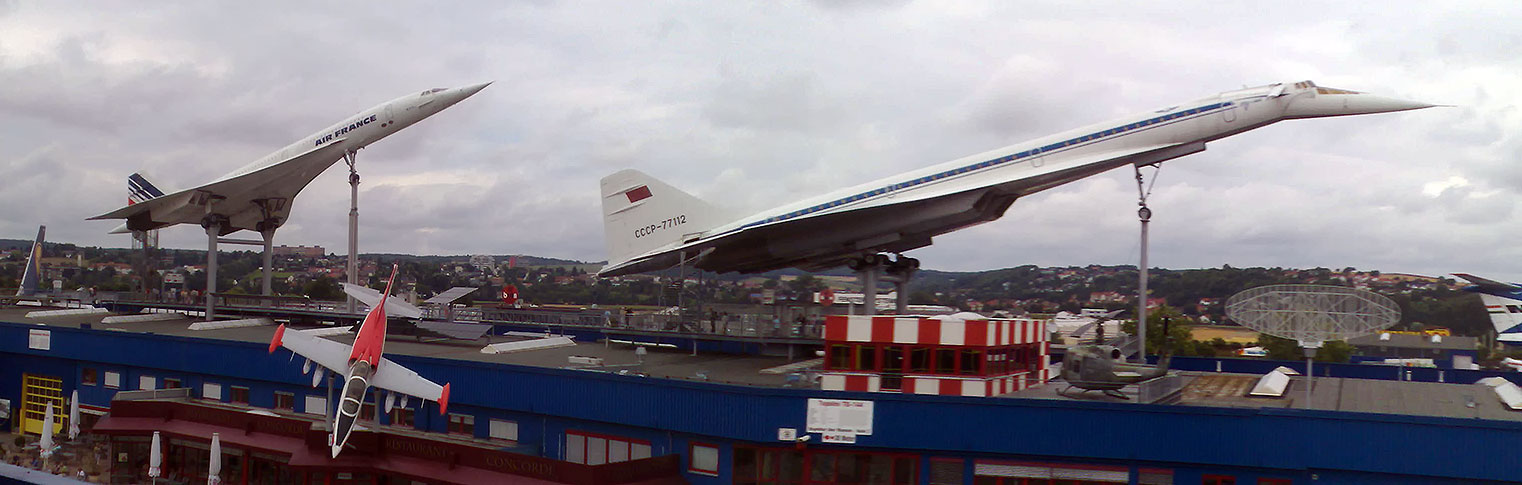
Concorde a Tu-144 na střeše muzea

Automobilové a technické muzeum Sinsheim (Technik-Museum Sinsheim) se nachází ve městě Sinsheim (nedaleko Mannheimu) v zemském okrese Rýn-Neckar v německé spolkové zemi Bádensko-Württembersko. Toto muzeum spolupracuje s nedalekým Technickým muzeem Speyer (Technik-Museum Speyer), které je odtud vzdáleno 30 minut jízdy autem.

## Popis
Na ploše 50 000 m2  (z toho 30 000 m2 je krytých) je umístěno více než 3 000 exponátů.  V areálu je kromě několika restaurací i kino IMAX 3D.
Děti tu mají k dispozici řadu atrakcí souvisejících s dopravou, mohou se prohánět v miniaturních autech, využívat různé simulátory i kupř. skluzavky z opravdových letadel.
Muzeum je financováno ze vstupného, z darů a příspěvků členů spolku Auto + Technik Museum Sinsheim e. V., který muzeum spravuje a řídí. Je otevřeno každý den v roce a navštíví ho ročně více než milion návštěvníků.

## Historie
V roce 1980 se dohodla skupina sběratelů a restaurátorů, že zpřístupní své sbírky široké veřejnosti. Založili spolek a na ploše 5 000 m2  otevřeli 6. května 1981 Auto & Technikmuseum Sinsheim.
V roce 1982 získalo muzeum do svých sbírek Modrý plamen (Blue Flame), speciální vůz s raketovým motorem, který byl zkonstruován pro překonání hranice rychlostního rekordu, či rotor vrtule větrné elektrárny typu Growian.
Roku 1988 obohatilo jeho sbírky několik letadel – Douglas DC-3, vrtulník řady Boeing, vyřazený Iljušin Il-14, který sem dopravil vrtulník. O rok později přibyl v rozloženém stavu Tupolev Tu-134.
Sbírka automobilů byla v roce 1990 rozšířena o expozici vozů Formule 1, rozsahem největší v Evropě.
Od začátku 21. století získalo muzeum do svých sbírek další letadla. Roku 2001 byl na střechu haly instalován nadzvukový letoun Tupolev Tu-144, roku 2004 vedle něho přibyl francouzský Concorde. Od roku 2005 je zde vystaven kanadský protipožární letoun Canadair CL-215.

## Sbírky
Muzeum nabízí k prohlídce celou škálu dopravních prostředků – auta, motorky, závodní auta, vojenská vozidla, také je tu k vidění sbírka dětských autíček, historická jízdní kola i parní lokomotivy.

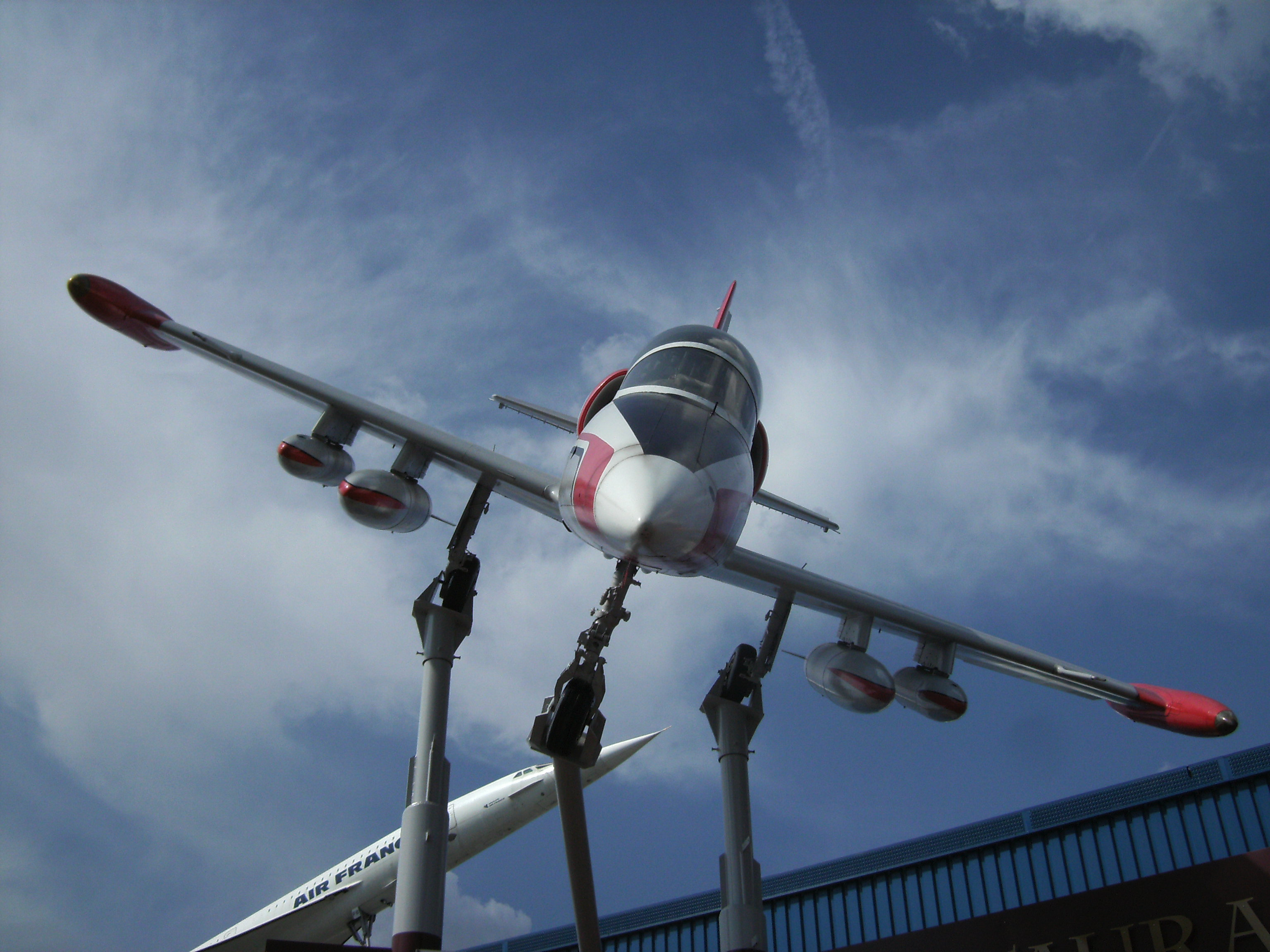
Československý cvičný letoun Aero L-39 Albatros na venkovní ploše muzea

Kromě toho je tu k vidění celá řada letadel – až na několik výjimek je možné si je prohlédnout i zevnitř. Největšími atrakcemi jsou oba nadzvukové letouny. Tupolev TU-144 má za sebou 4 000 letových kilometrů a Air France poskytla muzeu Concorde za symbolickou cenu 1 €. Sinsheim je jediné místo  na světě, kde je možné zhlédnout obě nadzvuková letadla vedle sebe. Také je tu vystaven československý cvičný letoun Aero L-39 Albatros a historické bojovné letouny (kupř. Junkers Ju 87 – Stuka [štuka] střemhlavý bombardovací letoun Luftwaffe).
Exponáty jsou členěny tematicky a návštěvníci si je mohou prohlédnout z bezprostřední blízkosti. Ke každému vystavenému kusu je k dispozici tabulka s nejdůležitějšími technickými údaji, řidčeji jsou obsaženy informace o historickém vývoji apod. Na přání poskytuje muzeum prohlídky s odborným výkladem.
Celkově je tu vystaveno více než 300 historických automobilů, 200 motorek, 27 lokomotiv, 60 letadel, 150 traktorů a další technické exponáty.

#### Přístupná letadla
- Concorde
- Tupolev Tu-144
- Junkers Ju 52/3 m
- Douglas DC-3
- Vickers Viscount
- Iljušin Il-14
- Canadair CL-2015
- Iljušin Il-18 společnosti ČSA

#### Automobily
- luxusní limuzína nejvyšší třídy Bugatti Royale, kterou konstruktér Ettore Bugatti vyráběl v letech 1928 až 1931; postaveno bylo pouze 7 kusů
- De Lorean DMC-12 známý především z filmové trilogie Návrat do budoucnosti
- speciální automobil Blue Flame, poháněný raketovým motorem, který byl navržen pro překonání rychlosti 1000 km/h na zemi
- sbírka historických aut značky Mercedes-Benz
- sbírka historických aut značky Maybach
- americká auta
- sbírka vozů Formule 1, mj. Ferrari F310 Michaela Schumachera z r. 1996

#### Vojenská technika
- německý těžký stíhač tanků Jagdpanther